# 哈大高速动车组列车
哈大高速动车组列车是中国铁路运行于黑龙江省省会哈尔滨市至辽宁省大连市大连北站间的高速动车组列车，现每天开行12对列车，列车客运乘务由沈阳局集团大连客运段、沈阳客运段、哈尔滨局集团哈尔滨客运段、牡丹江客运段共同担当。

## 历史
在哈大客运专线开通初期，因受到气候因素限制，列车开行时分冬季和夏季“两张列车运行图”，每年夏季（4月21日至11月30日）实行夏季运行图，在此期间均开行高速动车组列车。2015年12月1日起，哈大高铁全年按照时速300公里开行动车组列车，即“冬夏一张列车运行图”，因此自当日起，哈大高速动车组列车改为全年开行。

## 使用列车
上述12对列车除G709次和G720次列车使用复兴号CR400BF-G外，其余列车全部使用CRH380BG。